# Mcholi I
Mcholi I ist ein Verwaltungsbezirk (englisch Ward) des Distrikts Newala (TC) in der tansanischen Region Mtwara.

## Geografie
Mcholi I liegt im Südosten von Tansania, südöstlich der Distrikthauptstadt Newala. Die Grenze zum im Süden angrenzenden Mosambik bildet der Rovuma. Etwa 5 Kilometer vom Fluss entfernt steigt das Land steil von etwa 100 Meter Seehöhe auf über 300 Meter an.
Der Bezirk grenzt im Norden an Mtumachi, im Osten an Mkundi, im Süden an Mosambik und im Westen an Mkunya. Bei der Volkszählung 2022 lebten 8655 Menschen in 2510 Haushalten auf einer Fläche von 54 Quadratkilometern.

## Gliederung
Der Bezirk besteht aus fünf Gemeinden (Mtaa) mit 13 Orten (Kitongoji):
| Pachoto - Pachoto Kati - Kiwanjani - Lengo | Chiunjila - Mpilipili - Chikopoli - Chiunjila | Amani - Amani Kisiwani - Amani Kati | Mnalale - Mnalale Shuleni - Mnalale Msufini | Chikwedu - Msikitini - Mkwajuni - Shangani |